# Kleinschalige woonvormen voor psychogeriatrische zorgvragers
In kleinschalige woonvormen voor psychogeriatrische zorgvragers wordt zorg verleend in een herkenbare, huiselijke omgeving.
De bewoners vormen samen een gewoon huishouden en kunnen zelf hun dagelijks leven inrichten.
Verzorgenden en begeleiders maken deel uit van het huishouden.
Ondersteuning en zorg sluiten zo veel mogelijk aan bij de leefstijl en voorkeuren van de bewoners.

## Kenmerken
Kleine groepen bewoners van zes tot acht personen ontvangen zorg en ondersteuning van een vaste groep medewerkers. 
Dat aantal bewoners is niet toevallig. Op deze manier kan men een overzichtelijke huishouding voeren en is het ook voor de bewoners nog overzichtelijk. 
Ook is bij een groepsgrootte van zes één begeleider voldoende, bij grotere groepen moeten soms meerdere verzorgenden aanwezig zijn.
Er is een gezamenlijke woonkamer met keuken en iedere bewoner heeft zijn of haar eigen slaapkamer. Op deze manier is het erg herkenbaar als een huis.
Er wordt een normaal huishouden gevoerd, inclusief bijvoorbeeld koken, afwassen en stofzuigen.
Hierdoor staat de zorgvrager in wezen nog midden in het leven en is op deze manier een onderdeel van de maatschappij.
Kleinschalige woonvormen kunnen in de volgende settings ondergebracht zijn:
- Zelfstandige woonvoorzieningen. Dit zijn “gewone” woonhuizen in een woonwijk. Bewoners zijn op deze manier geïntegreerd in de wijk en nemen zo deel aan het sociale leven. Ze maken bijvoorbeeld gebruik van de aanwezige winkels of buurthuis. Deze woonhuizen kunnen zowel eigendom zijn van een particuliere organisatie als van een woningcorporatie.
- Verzorgingshuizen. Er bestaan verzorgingshuizen waar gedeeltes zijn ingericht als kleinschalige woonvorm.
- Verpleeghuizen. Er bestaan verpleeghuizen waar afdelingen verkleind zijn om zo een huiselijke omgeving te creëren.

## Voordelen
- De bewoners hebben in zekere mate een veilig en vertrouwd gevoel.
- Het biedt de bewoners meer structuur.
- Vaak betere woonkwaliteit dan in bijvoorbeeld een verpleeghuis.
- Meer privacy.
- Meer inspraak.
- Nauwere band met medebewoners.
- Uit een Vlaams onderzoek uit 2003 (Van Audenhove) blijkt dat bewoners van een kleinschalige woonvorm vitaler en rustiger zijn en beter eten.

Door de genoemde voordelen van deze woonvorm heeft de zorgvrager een maatschappelijke positie. De zorgvrager is immers onderdeel van een huishouden, wat in wezen een maatschappijtje is. Doordat de verzorgende ook onderdeel van dit huishouden is helpt deze ook mee aan dat versterken van de maatschappelijke positie. Er kan meer aandacht geschonken worden aan de zorgvrager en er is meer ruimte voor gemeenschappelijke activiteiten.

## Nadelen
- Moeilijk hanteerbaar gedrag zoals agressie of roepgedrag kan de groep erg beïnvloeden.
- Onderlinge verschillen in leefstijl kunnen negatief uitpakken. Zo zal een voormalig notaris vroeger een ander leven geleid hebben dan bijvoorbeeld een fabrieksarbeider. Dit kan dan weleens irritaties opwekken.
- Omdat het team verzorgenden en begeleiders relatief klein is zal er weinig speelruimte zijn met betrekking tot bijvoorbeeld ziekte van een collega.